# Saison 2 de The Carmichael Show
Chronologie
Saison 1 Saison 3
Cet article présente le guide des épisodes de la deuxième saison de la série télévisée américaine The Carmichael Show.

## Généralités
- Aux États-Unis, la saison a été diffusée du 9 mars 2016 au 29 mai 2016 sur le réseau NBC.

## Distribution

### Acteurs principaux
- Jerrod Carmichael : Jerrod Carmichael
- Amber Stevens West : Maxine
- Lil Rel Howery : Bobby Carmichael
- Tiffany Haddish : Nekeisha
- Loretta Devine : Cynthia Carmichael
- David Alan Grier : Joe Carmichael

## Épisodes

### Épisode 1: Titre français inconnu (Everybody Cheats)
- États-Unis : 9 mars 2016 sur NBC[1]
- Canada : 26 septembre 2016 sur  Global

- États-Unis : 4,09 millions de téléspectateurs[2] (première diffusion)

### Épisode 2: Titre français inconnu (Fallen Heroes)
- États-Unis : 13 mars 2016 sur NBC
- Canada : 3 octobre 2016 sur  Global

- États-Unis : 6,43 millions de téléspectateurs[3] (première diffusion)

### Épisode 3: Titre français inconnu (The Funeral)
- États-Unis : 13 mars 2016 sur NBC
- Canada : 10 octobre 2016 sur  Global

- États-Unis : 4,37 millions de téléspectateurs[3] (première diffusion)

### Épisode 4: Titre français inconnu (Perfect Storm)
- États-Unis : 20 mars 2016 sur NBC
- Canada : 17 octobre 2016 sur  Global

- États-Unis : 5,06 millions de téléspectateurs[4] (première diffusion)

### Épisode 5: Titre français inconnu (Gentrifying Bobby)
- États-Unis : 27 mars 2016 sur NBC
- Canada : 7 novembre 2016 sur  Global

- États-Unis : 4,42 millions de téléspectateurs[5] (première diffusion)

### Épisode 6: Titre français inconnu (New Neighbors)
- États-Unis : 3 avril 2016 sur NBC
- Canada : 3 décembre 2016 sur  Global

- États-Unis : 4,68 millions de téléspectateurs[6] (première diffusion)

### Épisode 7: Titre français inconnu (Ex Con)
- États-Unis : 10 avril 2016 sur NBC
- Canada : 3 décembre 2016 sur  Global

- États-Unis : 5,40 millions de téléspectateurs[7] (première diffusion)

### Épisode 8: Titre français inconnu (The Blues)
- États-Unis : 24 avril 2016 sur NBC
- Canada : 10 décembre 2016 sur  Global

- États-Unis : 3,55 millions de téléspectateurs[8] (première diffusion)

### Épisode 9: Titre français inconnu (Facebook Friends)
- États-Unis : 1er mai 2016 sur NBC
- Canada : 10 décembre 2016 sur  Global

- États-Unis : 4,23 millions de téléspectateurs[9] (première diffusion)

### Épisode 10: Titre français inconnu (Man's World)
- États-Unis : 8 mai 2016 sur NBC

- États-Unis : 3,29 millions de téléspectateurs[10] (première diffusion)

### Épisode 11: Titre français inconnu (Maxine's Dad)
- États-Unis : 15 mai 2016 sur NBC

- États-Unis : 3,59 millions de téléspectateurs[11] (première diffusion)

### Épisode 12: Titre français inconnu (Porn Addiction)
- États-Unis : 22 mai 2016 sur NBC

- États-Unis : 2,63 millions de téléspectateurs[12] (première diffusion)

### Épisode 13: Titre français inconnu (President Trump)
- États-Unis : 29 mai 2016 sur NBC
- Canada : 7 novembre 2016 sur  Global

- États-Unis : 2,25 millions de téléspectateurs[13] (première diffusion)